# Guilherme Portanova
Guilherme Portanova (Porto Alegre, 31 de julho de 1976), é um jornalista, escritor, professor e palestrante brasileiro. É formado pela Faculdade de Biblioteconomia e Comunicação da Universidade Federal do Rio Grande do Sul desde 1998. 
Em 2016, venceu o prêmio Yunus Social Business com um projeto de transformação social com fazendas urbanas.

## Início da carreira
Ainda na faculdade, trabalhou na Rádio Gaúcha como produtor e repórter. Em seguida, passou a trabalhar também na TVCOM, canal ligado à RBS TV de Porto Alegre, por sua vez afiliada à Rede Globo.
Em 2000, se mudou para Blumenau, em Santa Catarina, onde durante dois anos foi editor-chefe, repórter e apresentador da RBS TV Blumenau. A próxima cidade foi Criciúma, no sul de Santa Catarina, onde assumiu a coordenação da RBS TV Criciúma. No final de 2003, foi transferido para Florianópolis onde, durante um ano, trabalhou como repórter da RBS TV.
Em 2005, se mudou para São Paulo para participar do curso de especialização em telejornalismo promovido pela Rede Globo em parceria com a USP. No final daquele ano, começou a trabalhar na Globo de São Paulo como repórter da madrugada. Começou a aparecer no SPTV a partir de abril de 2006.

## Sequestro pelo PCC
Guilherme foi sequestrado em São Paulo no dia 12 de agosto de 2006, numa padaria localizada na avenida Luis Carlos Berrini, no bairro do Brooklin, zona sul de São Paulo, nas proximidades da Rede Globo de Televisão. Juntamente com ele, foi sequestrado um auxiliar técnico da Rede Globo, Alexandre Calado. Antes de seu sequestro, sua equipe já havia sofrido um assalto, no final de junho de 2006. 
O sequestro foi atribuído à facção criminosa PCC. Alexandre Calado foi libertado na madrugada de sábado para domingo e a condição para a libertação de Portanova foi a exibição de uma gravação com as exigências dos bandidos para a melhoria do sistema penitenciário. A condição foi prontamente atendida pela rede de televisão, que exibiu o vídeo a 0h25 do domingo, interrompendo a sessão Supercine, somente para a região de São Paulo.
Guilherme Portanova foi libertado na madrugada da segunda-feira, 14 de agosto de 2006, em uma rua do bairro do Morumbi, depois de 40 horas em poder dos sequestradores. Um segurança da região que fazia a ronda do local o encontrou e avisou a Rede Globo, para onde o jornalista foi encaminhado. Segundo o repórter, o maior medo seria de que o desfecho de seu sequestro fosse igual ao de Tim Lopes. 
Logo depois, Guilherme tirou uma licença para descansar junto à família, em Porto Alegre. De setembro a meados de novembro, Portanova voltou a trabalhar na RBS TV do Rio Grande do Sul, onde realizou a cobertura da eleição estadual daquele ano.

## Atualmente
Depois da metade de novembro de 2006, Guilherme Portanova retornou à Globo São Paulo para trabalhar como repórter nas duas edições do jornal regional SPTV. Em 2007, foi o principal repórter a cobrir a tragédia do desabamento das obras do metrô da linha 4. Em seguida, foi promovido e passou trabalhar em Brasília e a entrar com mais frequência na rede nacional da Globo, nos telejornais Bom Dia Brasil, Jornal Nacional e  Jornal Hoje. Logo entrou para o rodizio de apresentadores eventuais do DFTV. Em 2013, assumiu o comando do telejornal Bom Dia DF, telejornal local matinal da Rede Globo em Brasília.
Em outubro de 2018, publicou seu primeiro livro, Impacto social: A moeda da nova economia.
Em 12 de novembro de 2019, assinou contrato com a RecordTV Brasília onde passou a apresentar o telejornal DF no Ar. Sua estreia ocorreu no dia 2 de dezembro do mesmo ano, quando também começou a ministrar cursos de telejornalismo e media training.
Em 22 de dezembro de 2023, assinou contrato com a TV Brasil, onde passou a apresentar o telejornal Repórter Brasil. Sua estreia ocorreu em 8 de janeiro de 2024, a data coincidiu com a cobertura especial que o telejornal dedicou ao aniversário de um ano dos atos antidemocráticos de 8 de Janeiro de 2023.